# Estevan n.º 5
Estevan n.º 5 es un municipio rural canadiense situado en la provincia de Saskatchewan.

## Superficie
Estevan n.º 5 tiene una superficie de 772 km².

## Demografía
En 2021, tenía 1279 habitantes, una densidad poblacional de 1,7 hab./km², y 527 viviendas.